# Суклёмский Свято-Троицкий монастырь
Суклёмский Свято-Троицкий монастырь (также неофициально именовался Коврижинским монастырём или Коврижкой) — православный мужской монастырь, существовавший в 1901—1937 годах. Располагался в устье речки Курчигай при впадении её в реку Емуртла на левом берегу реки Емуртла в лесном массиве в 3 км южнее около деревни Суклём, ныне Крашенининского сельского поселения Упоровского района Тюменской области.
Монастырь с запада и севера был окружен р. Емуртлой, с востока р. Курчигай, с юга деревянным забором.

## История
В 1897 году старец Никон, житель деревни Чистовки (ныне не существует) Кизакской волости Ялуторовского уезда Тобольской губернии, переехал в деревню Суклём Пятковской волости того же уезда, где занимался разными работами: рубкой леса, строительством срубов для домов, бань и прочего. В один летних дней Никон пошёл в лес, чтобы найти удобное место для пастбища. Пройдя значительное расстояние, он вышел к холму в виде небольшой ровной площадки, возвышавшейся над местностью. Он стал часто посещать это место. Однажды во сне он увидел как множество икон, сопровождаемых дивным пением, спускаются на это место, а до слуха доносится тихий звон колоколов. Никон решил переселиться на холм, но для того нужно было получить разрешение Суклёмского общества, которому принадлежало это место.
Основателем Суклемской православной общины является странник Никон он же Баранов (он же Чирков) Никон Кузьмич (21.03.1849-1911). Родился в Верхнеманае, рос без отца, мать Чиркова Елена Васильевна умерла рано. Воспитывался в семье Баранова Кузьмы Федоровича. Был женат, детей не было, жил в выселке Чистовский (упраздненная в 1973 году деревня на территории Нижнеманайского сельского поселения), работал сторожем. После смерти жены Василисы Яковлевны (1858-1897) ушёл в уединение, в лесу на небольшом холме построил землянку и стал в ней жить. В 1900 году к отшельнической жизни Никона присоединился Михаил Космич Ершов. В 1907 году после освящения храма на «Коврижке» пошёл стран¬ствовать по святым местам. В 1911 году община получила из¬вестие из Соловецкого мужского монастыря о его кончине.
В Тобольском архиве сохранился документ, в котором описывается история возникновения Суклёмской общины.
Начало возникновения здесь иноческой жизни относится к 1901 году, когда близ деревни Суклём, в местности именуемой «Коврижка» - небольшая возвышенность, похожая на коврижку хлеба - поселился странник, крестьянин села Чистова Кизакской волости Ялуторовского уезда Никон (отчество и фамилия неизвестны) и крестьянин Юдинской волости Балаганского уезда Иркутской губернии Михаил Косьмин Ершов. Для совершения молитвы, а частью также и для жительства, ими были построены в горе землянки, сообщающиеся между собой подземными ходами. Странник Никон и Михаил своим образом жизни привлекали к себе расположение жителей близлежащих деревень, которые присоединялись к молитвам: слушали акафисты и жития святых. В 1903 году, на собранные Никоном и Ершовым средства, была построена часовня, на освящение её, по донесению местного священника, собралось свыше 3-х тысяч человек.
 По настойчивому ходатайству местных крестьян в 1907 году епархиальным начальством разрешено  было построенную часовню обратить в храм с пристройкой св. алтаря, а для совершения Богослужений сюда был командирован из Абалакского монастыря Иеромонах Никита с несколькими послушниками.
На приносимые пожертвования и собственным трудом, насельниками общины в настоящее время устроены некоторые хозяйственные постройки, помещения для братии и два дома для приёма богомольцев. Существующий в общине храм мал, тесен и совершенно не вмещает богомольцев. Необходимо расширение храма, построить новые помещения для братии. Добрая жизнь насельников и истовое монашеское ежедневное Богослужение привлекли к Суклёмской обители симпатии окрестного населения. Можно полагать с уверенностью, что со временем Суклемская община приобретет большое миссионерское значение, так как в окрестностях проживает много раскольников.
В 1902 году получено разрешение построить часовню, построена в 1903 году.
В 1906 году, во время поездки по епархии, епископ Антоний (Каржавин) посетил общину.
13 марта 1907 года был назначен настоятель общины — казначей Абалакского Знаменского монастыря иеромонах Никита. При нём построен алтарь к часовне, без которого нельзя было совершать литургию. По окончании постройки церкви он отправился по святым местам, но умер в Соловецком монастыре.
Троицкий храм был построен на высоком, совершенно гладком, кругообразном холме, откуда община и получила в народе название «Ковриженской» или «Коврижки» (холм выглядел как круглый печёный хлеб — коврига, коврижка). Мост через реку вёл к святому источнику.
30 августа 1922 года проведено изъятие церковных ценностей из монастыря «Коврижка»: серебро б штук, 3 фунта 72 золотника (1536,1 грамм).
По данным переписи 1926 года в монастыре Коврижка Пантелеевского сельсовета Емуртлинского района Уральской области РСФСР проживало 8 чел., все русские, из них 7 мужчин и 1 женщина.
26 марта 1933 года колхозный актив Пантелеевского сельсовета постановил просить правление Суклёмского колхоза поставить вопрос на общем колхозном собрании членов Суклёмской с/х артели «Красный путиловец» об отказе от церкви и ходатайстве о закрытии.
4 июня 1933 года на основании распоряжения инспектора 3-го участка милиции т. Утьева Административным отделом Упоровского района предписано церковному старосте Мешкову Лариону прикрыть церковь на время объявленного карантина.
В 1937 году, монастырь окончательно закрыт, использовался под приют для детей, а затем под Дом престарелых. К 1940 году остались лишь развалины, которые к 1960 году были разграблены.
В краеведческом музее села Упорово находятся сохранившиеся монастырские иконы, распятие, два молитвенника, ладанка, кадильница, чаша для святых даров, лестовка.
28 сентября 2001 года настоятель Тюменской Трёхсвятительской церкви иерей Сергий, тюменский историк Владислав Курмачёв, фотограф из Тюмени Сергей Подьянов, староста храма иконы Божьей матери Всех Скорбящих Радость Андрей Муравецкий, помощник старосты Александр Вахрушев установили на месте монастыря поклонный крест.

## Храмы
- Троицкий храм, каменный, располагался на высоком совершенно гладком холме; от храма имелся подземный ход на другой берег реки
- Вознесенский храм, деревянный, находился у подножия холма, ближе к реке
- часовня, на монашеском погосте

## Настоятели
- Никон (1899—?)
- Никита (13 марта 1907—1915)
- Никита (?—?), 9 сентября 1918 возведен в сан игумена)

## Священники
- Муравьев Герасим Андреевич (р.24.01.1882) священник с 1924 г. в д. Петропавловке с 5.11.1930 в Суклемском монастыре.[1][9]
- Поползухин Иван Ефимович  (27.11.1862-3.11.1937) с 1860 диакон в г. Тюмени, с 1891 священник сел: Травинское, Сивковское Ишимского округа.; Кодское Ялуторовского уезда; г. Шадринск Пермской губ.; с. Бердюгино Ялуторовского уезда; г. Тюмени; д. Суклём "Коврижка" и с. Нижнеманай с 14.01.1933  по 1.02.1933 годы. Арестован 3.9.1937 г. Осужден «тройкой» Омского УНКВД 29.10.1937 г. Расстрелян в Тюмени 3.11.1937 г. Реабилитирован 31.5.1989 г.[1]
- Прокопьев Демьян Иванович  (р.1871) псаломщик с 05.11.1930 года в Суклемском монастыре.[1][9]

## Насельники
- Странник Никон  – Баранов (он же Чирков) Никон Кузьмич (21.03.1849-1911) родился в Верхнеманае. Основатель Суклемской православной общины.[1][5]
- Иеродиакон Пётр  в миру Сенько Павел Антонович родился 01.07.1884 года в Лунненской волости Гродненского уезда Гродненской губернии из крестьян. Холост. Образование домашнее. Иеродиакон Суклемского Свято-Троицкого мужского общежительского монастыря Тобольской Епархии с 1.06.1914 года, в 1916 году переведен в Троицкий монастырь г. Тюмень.[1][10]
- Монах Стефан в миру Стефан Яковлевич Кайгародов, уроженец Ялуторовского уезда Лыбаевской волости д. Николаевка.[1]
- Монах Деомид  в миру Денисов Дмитрий Иванович родился  в 1872 году в д. Видоновой. Монах Суклемского мужского монастыря. В личном его деле написано: «Жил в келье с 1906 года. Имущества и недвижимости нет, и не было, кроме личных вещей. Живет на средства приходящих паломников от подати. В агитации против советской власти замечен не был». Лишен избирательных прав в 1923 году. Решением Упоровского РИК от 04.04.1933 года подлежит выселению за пределы района. Так  был выселен последний монах в 1933 году и монастырь закрыли.[1][11]